# Hege Riise
Hege Riise (ur. 18 lipca 1969 w Lørenskogu) – norweska piłkarka, grająca na pozycji pomocnika, wielokrotna reprezentantka Norwegii, trenerka piłkarska.

## Kariera piłkarska

### Kariera klubowa
W 1989 rozpoczęła karierę klubową w drużynie Setskog/Høland. Pod koniec 1995 roku wraz z czterema innymi Norweżkami dołączyła do klubu piłkarskiego Nikko Securities Dream Ladies w Japonii. W 1997 roku wróciła do Norwegii, aby ponownie grać w drużynie Setskog-Høland. W 2000 przeniosła się do Asker. W następnym roku wyjechała za ocean, gdzie potem występowała w klubie Carolina Courage. Swoją karierę zawodową zakończyła w 2006 roku w macierzystej drużynie, która w międzyczasie zmieniła nazwę na Team Strømmen.

### Kariera reprezentacyjna
23 lipca 1990 roku po raz pierwszy zagrała w seniorskiej kadrze narodowej w wygranym 2:0 meczu towarzyskim z Kanadą. Występowała na wielu turniejach finałowych mistrzostw Europy i świata. Jest pierwszą pod względem liczby występów zawodniczką w historii Norwegii ze 188 występami w reprezentacji. Jest także drugą najczęściej występującą w historii bramkarką w reprezentacji kobiet. W 1995 z Norwegią zdobyła Puchar Świata i potem otrzymała Złotą Piłkę jako najlepsza zawodniczka turnieju.
Największym osiągnięciem piłkarki było zdobycie złotego medalu z Norwegią na Letnich Igrzyskach Olimpijskich 2000 w Sydney i stała się jedną z zaledwie trzech kobiet na świecie, które wygrały igrzyska olimpijskie, Puchar Świata i Mistrzostwa Europy (wraz z Gro Espeseth i Bente Nordby).

## Kariera trenerska
W 2007 roku rozpoczęła karierę szkoleniową, po tym jak została mianowana na stanowisko głównego trenera w Team Strømmen. 28 stycznia 2009 roku została zaproszona pomagać trenować reprezentację kobiet USA. W styczniu 2021 została mianowana tymczasowym głównym trenerem reprezentacji Anglii. 10 marca 2021 roku została również ogłoszona menadżerką drużyny Wielkiej Brytanii na opóźnionych Igrzyskach Olimpijskich w Tokio z 2020 roku. Potem stała na czele reprezentacji Norwegii do lat 19. 3 sierpnia 2022 roku została oficjalnie mianowana na stanowisko selekcjonera reprezentacji Norwegii. 1 września 2023 roku zrezygnowała z prowadzenia Norwegii po nieudanej kampanii na Mistrzostwach Świata FIFA Kobiet 2023. Następnie objęła inne stanowisko w Norweskiej Federacji Piłki Nożnej (NFF).

## Sukcesy i odznaczenia

### Sukcesy klubowe
Setskog/Høland, Team Strømmen
- wicemistrz Norwegii: 1992, 1995, 2005
- zdobywca Pucharu Norwegii: 1992

Nikko Securities Dream Ladies
- mistrz Japonii: 1996
- zdobywca Pucharu Japonii: 1996, 1997

Asker
- wicemistrz Norwegii: 2000
- zdobywca Pucharu Norwegii: 2000

Carolina Courage
- zdobywca WUSA Founders Cup: 2002

### Sukcesy reprezentacyjne
- mistrz świata: 1995
- wicemistrz świata: 1991
- zwycięzca Letnich Igrzysk Olimpijskich: 2000
- brązowy medalista Letnich Igrzysk Olimpijskich: 1996

### Sukcesy trenerskie
LSK Kvinner
- mistrz Norwegii: 2016, 2017, 2018, 2019
- zdobywca Pucharu Norwegii: 2016, 2018, 2019

### Sukcesy indywidualne
- najlepsza piłkarka Norwegii: 1996
- zwycięzca nominacji FIFA Women's World Cup Golden Ball: 1995
- zwycięzca nominacji UEFA Women's Championship Golden player: 1993
- zwycięzca nominacji Gullklokka: 2003
- nagroda Honorowa Kniksena w 2004 roku
- trener roku w Toppserien: 2017, 2018, 2019
- nominacja do tytułu trenera roku w piłce nożnej kobiet w konkursie The Best FIFA Football Awards: 2019/20